# 판게아 울티마

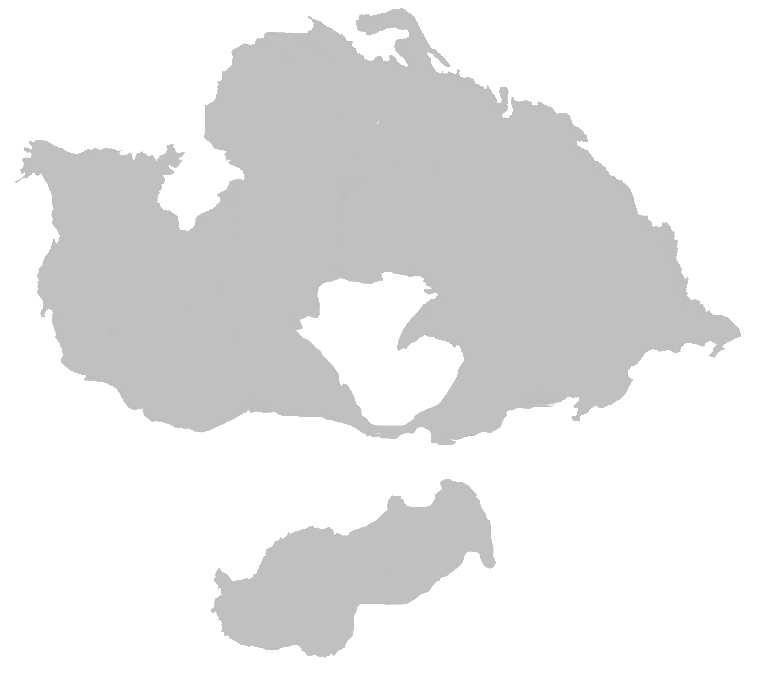

판게아 울티마(Pangaea Ultima)는 미래에 형성될 것이라고 추정되는 초대륙의 형태이다.
초대형 육지의 정의는 명확하지 않지만, 일반적으로 여러 개의 육괴가 합체해 하나의 큰 대륙이 된 것을 가리킨다. 그 중에서도 과거 20억 년간에 4회나 5회, 지구상의 모든(또는 거의 모든) 대륙이 모인 초대형 육지가 형성되었다고 추정되고 있어 판게아 울티마 대륙도 이 의미로의 초대형 육지이다.

## 같이 보기
- 초대륙
- 아마시아